# معراجی‌ها (فیلم)
معراجی‌ها فیلمی به کارگردانی و نویسندگی مسعود ده‌نمکی و تهیه‌کنندگی سید محمود رضوی ، محصول سال ۱۳۹۲ است. این فیلم از ۲ اسفند ۱۳۹۲ در سینماهای تهران به سرگروهی سینما قدس، اکران شد.

## بازیگران
اکبر عبدی در نقش عمو اکبر راننده جنگ، شربت ساز شهادت 
پوراندخت مهیمن در نقش بی بی مادر شهید محمد زمانی
برزو ارجمند در نقش حاجی حسینی  
پندار اکبری در نقش شهید محمد زمانی 
بهاره افشاری در نقش راضیه زمانی دختر عموی محمد
مهران رجبی در نقش قربانعلی زمانی پدر شهید محمد زمانی
عباس محبوب در نقش محب علی زمانی پدر راضیه
سید جواد هاشمی در نقش مجید پازوکی
دانیال عبادی در نقش خسرو

## حادثه در پشت صحنه
در زمان ساخت فیلم و در ۱۸ دی ۱۳۹۲ در شهرک سینمایی دفاع مقدس حادثه انفجاری هنگام انتقال مواد منفجره از داخل یک خودروی سواری پژو به بیرون خودرو رخ داد. در اثر این حادثه علی اکبر رنجبر (مدیر شهرک سینمایی دفاع مقدس)، محمد جواد شریفی‌راد، مهدی مرادی نژاد، رضا فرجی و
جمشید احسانی فر (نگهبان شهرک) جان باختند.

## حاشیه‌های اکران
ده‌نمکی، انتقاداتی که از طرف گروه‌های مختلف سیاسی و فرهنگی به این فیلم می‌شود را غیرمنصفانه می‌داند و شرایط تبلیغ و اکران این فیلم را مشابه مصادیق دیگری در سینمای ایران دانسته، ولی با این تفاوت که آن فیلم‌ها نتوانستند به این موفقیت در فروش دست یابند. وی منتقدان این فیلم را نقد کرده که بدون در نظر گرفتن کیفیت خود فیلم، به انتقاد از فیلمش پرداخته‌اند.